# Braunsia kriechbaumeri
Braunsia kriechbaumeri är en stekelart som beskrevs av Günther Enderlein 1904. Braunsia kriechbaumeri ingår i släktet Braunsia och familjen bracksteklar. Inga underarter finns listade.